# Pequelandia
Pequelandia fue un programa de televisión chileno, emitido entre 1995 y 2003 por UCV Televisión.

## Historia
Fue conducido por la actriz Claudia Loreto Bravo y los títeres estaban a cargo de Roberto Oyarzún. Además, la participación del actor George Casanova fue fundamental porque desarrolló cerca de seis personajes diferentes para el programa. Todos ellos, más los títeres, fueron seguidos por los niños de la época. Gastón Centeno Pozo fue el primer director y, cuando se embarcó en el proyecto "Mundo Mágico", la directora Pamela Farías siguió a cargo con muy buenos resultados.
Uno de los títeres, el Doctor Pavor, alcanzó tal popularidad que pasó a otros programas del canal, más enfocados a un público adulto.